# Facultatea de Psihologie și Științele Educației a Universității din București
Facultatea de Psihologie și Științele Educației este facultate a Universității din București.

## Istoric
În 2006 s-au împlinit 100 de ani de cînd, prof. Constantin Rădulescu-Motru, elev și discipol al celui care a înființat primul laborator de psihologie experimentală din Europa, W. Wund –întemeia la Universitatea din București laboratorul de psihologie experimentală, ce avea funcții științifice și didactice. Sub influența cercetătorilor de psihologie experimentală s-au dezvoltat imediat și studii de pedagogie experimentală.
Primele cursuri de psihologie și pedagogie (inclusiv de factură experimentală) s-au predat la Universitatea din București încă de la sfîrșitul sec. al XIX-lea. Între cele două domenii științifice și profesionale s-a instituit chiar de la început o relație de cooperare durabilă. Învățămîntul și cercetarea în domeniul psihologiei, împreună cu cercetarea pedagogică au format un mariaj academic admirabil și fericit care ființează de peste 100 de ani. Din punct de vedere instituțional, vechiul Seminar pedagogic al Universității se metamorfozează după 1948 într-o facultate de sine stătătoare, dar cu o existență efemeră. 
Istoria de peste 100 de ani a domeniilor românești academice este marcată de evoluții complexe, nonlineare, de crize, de creștere, dar și de schimbări dramatice și nedrepte care i-au fracturat cursul natural de dezvoltare. Să dăm un singur exemplu: în 1977, printr-o decizie arbitrară a fostului regim politic, specializările noastre, alături de sociologie, au fost considerate subversive, indezirabile și ca atare eliminate din structura învățămîntului superior. Timp de 12 ani, societatea românească, în optica bizară a regimului de atunci, nu a avut nevoie de serviciile specialiștilor în domeniul psihologiei și științelor educației. 
Înființarea în 1990 a Facultății de Sociologie, Psihologie, Pedagogie și Asistență Socială a avut semnificația unui act de reinstituire în drepturi a unui învățămînt cu tradiție și cu reprezentanți străluciți în domeniul științelor sociale, psihologie și pedagogie. A fost anul care a constituit totodată confirmarea legimității și importanței domeniilor pe care le cultivăm pentru știința și cultura națională, și relevanța lor pentru practica construcției sociale în România.
În anul 2000 s-a constituit Facultatea de Psihologie și Științele Educației, separată de Facultatea de Sociologie și Asistență Socială. Acest moment consfințește renașterea modernă a instituției noastre și dobîndirea adevăratei ei identități.
Facultatea are o structură instituțională puternică formată din șapte departamente (două funcționînd la filiale din provincie), oferă programe de formare inițială și continuă în patru arii profesionale, la care se adaugă certificarea pentru cariera didactică, rulează șapte programe de masterat și și-a dezvoltat o școală doctorală. 
Potențialul uman și tehnic disponibil este considerabil și valoros: din totalul cadrelor didactice, peste 80% dețin titlul de doctor în științe, iar 14 profesori conduc doctorate de specialitate. Clădirea dispune de laboratoare cu dotări tehnice corespunzătoare (Informatică Psihologie experimentală, Psihodiagnostic, Psihologia transporturilor, Informatică, Management educațional, Consiliere a carierei, Cabinet de tehnologie de acces soft perfecționat, citire de ecran și sinteză vocală), de centre de cercetare, dezvoltare și consultanță sub egida sau concursul catedrelor sunt editate trei reviste de specialitate.
De serviciile profesionale și științifice ale corpului profesoral, beneficiază în jur de 7000 de studenți ai Universității care urmează modulul psiho-pedagogic pentru obținerea certificatului de profesor, sute de cursanți sunt înscriși la cursurile postuniversitare de perfecționare sau reconversie profesională.
Cercetarea științifică este meritorie; aceasta tinde să se înscrie tot mai mult în circuitul internațional. S-a extins și consolidat rețeaua relațiilor internaționale cu instituții de profil din alte țări.
Mari personalități care au predat sau care s-au format aici : Constantin Rădulescu-Motru, Mihail Ralea, Gheorghe Zapan, Paul Popescu-Neveanu, Petre Pufan, Stanciu Stoian, Dimitrie Teodoran, Mielu Zlate, Ion Gh. Stanciu, Constantin Pufan, Dorin Damaschin, Maria Giurgea

## Studii
Domenii de licență: Psihologie, Științe ale Educației.
Specializări: Psihologie (ZI, ID), Pedagogie (ZI), Psihopedagogie specială (ZI), Pedagogia învățămîntului primar și preșcolar (București, Focșani, Buzău, Crevedia) (ZI).
Număr de cadre didactice titulare : 86
Număr de studenți : 1067
Număr de masteranzi: 571
Număr de doctoranzi: 159
Posibilități de încadrare:
•	Învățămînt preuniversitar (licee teoretice, licee pedagogice - predare discipline psihologice) și universitar (facultăți, colegii de institutori, departamente specializate);
•	Cercetători în instituțiile de profil;
•	Consilieri, orientare școlară și profesională;
•	Expertiză în laboratoarele de criminalistică și evaluare juridică;
•	Testare psihologică în transporturi;
•	Consiliere și psihoterapie (personală, de familie, de grup etc.);
•	Asistență psihologică în instituțiile din domeniul sănătății și al asistenței sociale;
•	Managementul resurselor umane în organizații;
•	Consultanță psihologică în organizațiile guvernamentale, nonguvernamentale sau private;
•	Advertising și publicitate;
•	Cunoașterea și analiza fenomenelor sociale (politică, cultură, religie);
•	Asistență psihologică în sport;
•	Expertiză psihologică în laboratoarele instituțiilor militare;
•	Managementul și administrarea instituțiilor educaționale;
•	Cercetare în domeniul educației;
•	Activități în organizațiile nonguvernamentale de profil;
•	Marketing educațional;
•	Programe de educație permanentă;
•	Activități de educație permanentă;
•	Activități de consultanță și evaluare de programe;
•	Expertiză în proiectarea și implementarea curriculum-ului;
•	Asistență psihopedagogică și socială;
•	Terapie logopedică;
•	Recuperarea diferitelor tipuri de handicap.
Facultatea de Psihologie și Științele Educației vine în sprijinul studenților și proaspeților absolvenți, arătîndu-le care sunt posibilitățile lor de încadrare pe piața forței de muncă din România. Pentru mai multe detalii puteți accesa rubrica Oportunități de pe site-ul facultății: http://www.fpse.ro/index.php?option=com_content&task=view&id=17&Itemid=34